# Водопьянов, Сергей Владимирович
Серге́й Влади́мирович Водопья́нов (род. 20 сентября 1987, Талды-Курган) — российский боксёр-любитель, чемпион и призёр чемпионатов России, чемпион летней Универсиады 2013 года в Казани, чемпион и призёр чемпионатов мира, призёр Кубка мира, участник летних Олимпийских игр 2008 года в Пекине, заслуженный мастер спорта России (2007).

## Профессиональные достижения
- 2004 —  серебряный призёр чемпионата мира среди юниоров 2004 года
- 2004 — Финалист Первенства мира (Корея)
- 2005 — Победитель Первенства Европы
- 2006 — серебряный призёр чемпионата России
- 2007 — Чемпион России
- 2007 — Чемпион Мира (Чикаго)
- 2008 — Участник Олимпийских Игр в Пекине — 13 место
- 2008 — Кубок мира — 3 место
- 2009 — Победитель «Турнира сильнейших боксеров России»
- 2009 — Серебряный призёр Чемпионата мира /Италия, Милан/
- 2009 — Чемпионат России — 1 место
- 2010 — Чемпионат России — 3 место
- 2011 — Чемпионат России — 1 место
- 2011 — Чемпионат мира — 5 место
- 2013 — Летняя Универсиада в Казани −1 место
- 2013 — Всемирные игры боевых искусств в Санкт Петербурге −1 место
- 2013 —  Чемпионат России — 1 место